# Leptotarsus ornatipes
Leptotarsus ornatipes är en tvåvingeart som först beskrevs av Alexander 1941.  Leptotarsus ornatipes ingår i släktet Leptotarsus och familjen storharkrankar. Inga underarter finns listade i Catalogue of Life.